# Ophiactis savignyi
Ophiactis savignyi is een slangsterrensoort uit de familie Ophiactidae. De wetenschappelijke naam van de soort werd in 1842 gepubliceerd door de Duitse zoölogen Johannes Peter Müller en Franz Hermann Troschel. De specifieke soortnaam eert de Franse zoöloog Marie Jules César Savigny.

## Beschrijving
De lichaamsschijf van Ophiactis savignyi is tot 5 mm in diameter. Het aborale (bovenste) oppervlak is bedekt met grote overlappende schubben en heeft een verstrooiing van stekels, vooral rond de randen van de schijf. De (meestal) zes armen zijn lang, slank en taps toelopend, en zijn samengesteld uit vele segmenten met gewrichten ertussen. Elk segment draagt vijf of zes doornige stekels. Het aborale oppervlak van de schijf is bleek groenachtig bruin van kleur en de grote, driehoekige radiale schilden, dicht bij de oorsprong van de armen, zijn contrasterend donkerder. Het orale (onderste) oppervlak is crèmekleurig.

## Verspreiding
Ophiactis savignyi wordt beschouwd als 's werelds meest voorkomende en meest verspreide slangster. De soort werd in 1842 voor het eerst beschreven vanuit de Rode Zee en later bleek het wijdverbreid te zijn in de tropische en subtropische Indische, Stille en Atlantische Oceaan. De wereldwijde verspreiding en vroege introductiestatus maken het moeilijk om de oorspronkelijke regio te bepalen. Zoölogen hebben O. savignyi behandeld als inheems in de Indo-Pacific, waar het zich uitstrekt van Japan tot de Rode Zee, Zuid-Afrika en Frans-Polynesië. Verder naar het westen in de Stille Oceaan, waar de soort als cryptogeen wordt beschouwd, komt O. savignyi voor van Californië tot Peru, en komt ook voor in Hawaï, de Galapagos en Paaseiland. Atlantische exemplaren (uit Florida, Bermuda en de Caribische kust van Panama) bleken identiek te zijn aan hun Indo-Pacifische tegenhangers (uit de Filippijnen, Sri Lanka, Rarotonga en Samoa) en zoölogen beschouwen ze als geïntroduceerd. Het is ook geïntroduceerd in de Middellandse Zee.
Deze soort leeft in zoutwater aangroeigemeenschappen, vooral sponzen, en is gevonden op scheepsrompen, boeien en mariene constructies. Naast seksuele voortplanting kan het zich ook ongeslachtelijk voortplanten door splijting, wat een voordeel is bij het koloniseren van nieuwe locaties waar de kans op bevruchting laag is.

## Synoniemen
- Ophiactis krebsii Lütken, 1856[2]
- Ophiactis reinhardtii Lütken, 1859[3]